# Bell 205
Bell 205 ist eine zivile Version des Militärhubschraubers Bell UH-1 des US-amerikanischen Herstellers Bell Helicopter.

## Geschichte
Die Bell 205 ist die Weiterentwicklung der Bell 204, die bei den US-Streitkräften sowie deren Verbündeten ab Mitte der 1950er Jahre im Einsatz stand. Der Erstflug des neuen Modells fand am 16. August 1961 statt, die Auslieferung an das Militär begann unter der Bezeichnung UH-1D im Jahr 1963. Von dem Modell wurden bis in die 1980er-Jahre über 12.000 Exemplare (sowohl zivil als auch militärisch) gebaut, auch durch Lizenznehmer in anderen Ländern. Viele der Hubschrauber sind noch heute im Einsatz.

## Varianten
- Bell 205 – zivile Version der Bell UH-1D, Produktion bei Bell in Fort Worth
- Bell 205A-1 – zivile Version der Bell UH-1H mit stärkerem Triebwerk
- Agusta-Bell 205 – Lizenzbau durch Agusta in Italien
- Agusta-Bell 205A-1 – Lizenzbau
- Fuji-Bell 205A-1 – Lizenzbau durch Fuji Heavy Industries in Japan
- Bell 205B – Vorserie der Bell 210 mit verbessertem Triebwerk und Rotor

## Technische Daten
Bell 205A-1
| Kenngröße             | Daten                                                           |
| --------------------- | --------------------------------------------------------------- |
| Triebwerk             | 1 Avco-Lycoming-T53-L-13-Wellenturbine mit 1.420 WPS (1.044 kW) |
| Höchstgeschwindigkeit | 220 km/h                                                        |
| Reichweite            | 507 km mit Standard-Treibstoffzuladung von 814 l                |
| max. Flughöhe         | 4145 m                                                          |
| Leergewicht           | 2.140 kg                                                        |
| max. Abfluggewicht    | 4.310 kg                                                        |
| Sitzplätze            | max. 12                                                         |
| Rumpflänge            | 12,7 m                                                          |
| Länge über alles      | 17,41 m                                                         |
| Höhe über alles       | 4,42 m                                                          |
| Rotordurchmesser      | 14,63 m                                                         |